# Khouma El Babacar
Khouma El Hadji Babacar (Thiès, 17 marzo 1993) è un calciatore senegalese, attaccante del Sarıyer.

## Caratteristiche tecniche
(Cesare Prandelli, 25 luglio 2009)
È una prima punta che può fungere anche da attaccante esterno e da seconda punta. Destro naturale, dotato di un tiro potente e forte fisicamente, per stile di gioco e caratteristiche fisiche è stato paragonato a Didier Drogba, George Weah e Mario Balotelli.
Nel 2010 è stato inserito nella lista dei migliori calciatori nati dopo il 1989 stilata dalla rivista spagnola Don Balón.

## Carriera

### Club

#### Giovanili
Babacar comincia la propria carriera nelle giovanili del Rail, nella sua città natale, Thiès. Nell'estate del 2007 si allena con la selezione giovanile del Pescara. Qualche mese dopo viene acquistato dalla Fiorentina.
Nel Campionato Allievi Nazionali 2008-2009 vince il titolo con la squadra gigliata, battendo in finale l'Inter. Dall'anno successivo, in cui firma il suo primo contratto da professionista, fa parte stabilmente dalla squadra Primavera.

#### Fiorentina
Nella stagione 2009-2010 Babacar viene aggregato alla prima squadra della Fiorentina dall'allenatore Cesare Prandelli. Esordisce tra i professionisti il 14 gennaio 2010, a 16 anni, giocando da titolare e realizzando il suo primo gol in maglia viola, nella partita di Coppa Italia Fiorentina-Chievo Verona (3-2), diventando così il più giovane giocatore della Fiorentina ad aver segnato un gol tra i professionisti. Il 27 febbraio esordisce in Serie A entrando in campo nel secondo tempo di Lazio-Fiorentina (1-1) allo stadio Olimpico. Il 20 marzo, a 17 anni, realizza il suo primo gol in Serie A in Fiorentina-Genoa (3-0), diventando il sesto marcatore più giovane di sempre della massima serie e il più giovane marcatore straniero in assoluto in Serie A. Per realizzare questo gol Babacar ha impiegato 20 minuti complessivi.
Il 13 luglio 2010 rinnova il contratto con i viola fino al 30 giugno 2015. Nella stagione 2010-2011, sotto la gestione del nuovo allenatore Siniša Mihajlović, entra a far parte stabilmente della prima squadra, di cui veste la maglia numero 9. Il 26 ottobre realizza il suo primo gol stagionale, nel derby di Coppa Italia contro l'Empoli (1-0); nel turno successivo della stessa competizione, il 30 novembre, va nuovamente a segno, realizzando il primo gol nella vittoria della Fiorentina sulla Reggina per 3-0. Nel 2010-2011 ottiene 18 presenze in campionato, senza tuttavia realizzare alcuna rete.
Il 3 settembre 2011 torna con la formazione Primavera per giocare la Supercoppa contro la Roma, vincendo per 2-3 e segnando un gol.

#### I prestiti al Racing Santander, Padova e Modena
Il 31 gennaio 2012 viene ufficializzato il suo trasferimento in prestito oneroso per 350 000 euro al Racing Santander. Finito il prestito con otto presenze e zero reti nella Primera División, torna alla Fiorentina.
L'11 luglio 2012 i gigliati lo girano in prestito al Padova, in Serie B. Segna la sua prima rete in maglia biancoscudata il 12 agosto, nella partita di Coppa Italia contro il Pisa, su calcio di rigore. Dopo un promettente avvio di campionato, alla quarta giornata s'infortuna all'adduttore ed è costretto a restare fuori alcuni mesi. Il 26 febbraio 2013 segna il suo primo gol in Serie B nella vittoria per 1-0 contro la Juve Stabia.
Il 9 agosto 2013 passa in prestito, con diritto di riscatto della metà del cartellino, al Modena, sempre tra i cadetti. Realizza il suo primo gol con gli emiliani alla seconda giornata di campionato, contro il Varese. Si ripete alla quinta giornata siglando una doppietta contro il Trapani. Contribuisce, con 20 gol in 37 gare, alla qualificazione ai play-off dei modenesi, che non saranno promossi. Il 17 giugno 2014 il Modena esercita il diritto di riscatto della comproprietà del giocatore.

#### Ritorno alla Fiorentina
Il 20 giugno la Fiorentina esercita il diritto di contro-riscatto acquisendo la totalità del cartellino del giocatore.
Nel 2014-2015 segna il suo primo gol stagionale il 28 settembre 2014, nella sfida di Serie A pareggiata per 1-1 sul campo del Torino. Il 5 ottobre segna con un pregevole tiro dai 30 metri contro l'Inter il primo dei tre gol dei gigliati, vittoriosi per 3-0 in casa. Il 29 ottobre, nella gara interna vinta contro l'Udinese, mette a segno la sua prima doppietta in Serie A. Durante la sfida persa contro l'Hellas Verona del 20 aprile 2015 si procura una lesione di secondo grado del legamento collaterale mediale destro; la prognosi è di 6 settimane. Chiude così anticipatamente la stagione con 28 presenze e 9 gol in totale.
Il 1º luglio 2015 rinnova il contratto coi viola fino al 30 giugno 2019.
Inizia la stagione 2015-2016 siglando subito due reti decisive alle prime due presenze in campionato, rispettivamente contro Genoa e Carpi. Realizza poi di rimpallo, il 14 febbraio 2016, nei minuti finali di gara, il gol che consente alla Fiorentina di battere per 2-1 l'Inter. Chiude la stagione con cinque reti in campionato e due in Europa League.
Esordisce nella stagione 2016-2017 alla quinta giornata di campionato, nel pareggio con l'Udinese, segnando un gol di tacco e procurandosi un calcio di rigore.

#### Sassuolo
Il 31 gennaio 2018, l'ultimo giorno della sessione invernale del mercato, dopo 4 gol in 16 partite di Serie A 2017-2018 nel primo scorcio di stagione con la Fiorentina, si trasferisce al Sassuolo in prestito con obbligo di riscatto fissato a 9 milioni di euro più bonus. Con i neroverdi sono 9 i suoi gol in 48 presenze in un campionato e mezzo.

#### I prestiti a Lecce e Alanyaspor
Il 2 settembre 2019, ultimo giorno della sessione estiva del calciomercato, viene prelevato dal Lecce in prestito con diritto di riscatto. Realizza il primo gol con i salentini all'ottava giornata di Serie A, il 20 ottobre 2019, a San Siro contro il Milan (2-2), ribadendo in rete una respinta del portiere avversario Gianluigi Donnarumma, che aveva parato un calcio di rigore al senegalese. Segna solo 3 reti in 25 presenze in una stagione terminata con la retrocessione dei salentini in cadetteria.
Rientrato al Sassuolo, il 3 settembre 2020 si trasferisce a titolo temporaneo per diciotto mesi, con diritto di riscatto, all'Alanyaspor. Segna il suo primo gol con il club turco il 19 ottobre, in casa del Galatasaray alla quinta di campionato, firmando su calcio di punizione una delle reti che consentono agli arancioverdi di vincere per 2-1. Il 10 gennaio 2022 non viene esercitato il diritto di riscatto da parte del club turco e pertanto l'attaccante senegalese rientra, dopo aver siglato 11 gol in 41 presenze in Süper Lig, anticipatamente al Sassuolo per fine prestito.

#### Copenaghen e Boluspor
Il 21 gennaio 2022 viene ceduto in prestito con obbligo di riscatto al Copenaghen, con cui firma un contratto valido fino al 30 giugno 2025. Va in gol al debutto, il 20 febbraio, nella vittoria casalinga per 2-0 contro l'Odense; alla fine della stagione vince il campionato danese.
Il 6 agosto 2024 rescinde il proprio contratto con il club. Tre giorni dopo la rescissione si accasa ai turchi del Boluspor.

### Nazionale
Nel novembre 2010 entra nel giro della nazionale Under-20 del Senegal.
Il 23 marzo 2015 è convocato per la prima volta dalla nazionale maggiore senegalese. Il 27 marzo 2017 esordisce con la nazionale maggiore in una gara amichevole giocata a Londra contro la Costa d'Avorio, subentrando all'inizio del secondo tempo a Idrissa Gueye. Tale incontro non è mai terminato poiché all'88º l'arbitro ha sospeso la gara, viste le ripetute invasioni del terreno di gioco da parte dei tifosi accorsi ad assistere alla partita.

## Statistiche

### Presenze e reti nei club
Statistiche aggiornate al 8 dicembre 2024.
| Stagione          | Squadra           | Campionato        | Campionato | Campionato | Coppe nazionali | Coppe nazionali | Coppe nazionali | Coppe continentali | Coppe continentali | Coppe continentali | Altre coppe | Altre coppe | Altre coppe | Totale | Totale | Totale |
| Stagione          | Squadra           | Comp              | Pres       | Reti       | Comp            | Pres            | Reti            | Comp               | Pres               | Reti               | Comp        | Pres        | Reti        | Pres   | Reti   |        |
| ----------------- | ----------------- | ----------------- | ---------- | ---------- | --------------- | --------------- | --------------- | ------------------ | ------------------ | ------------------ | ----------- | ----------- | ----------- | ------ | ------ | ------ |
| 2009-2010         | Fiorentina        | A                 | 4          | 1          | CI              | 1               | 1               | UCL                | 0                  | 0                  | -           | -           | -           | 5      | 2      |        |
| 2010-2011         | Fiorentina        | A                 | 18         | 0          | CI              | 3               | 2               | -                  | -                  | -                  | -           | -           | -           | 21     | 2      |        |
| 2011-gen. 2012    | Fiorentina        | A                 | 1          | 0          | CI              | 0               | 0               | -                  | -                  | -                  | -           | -           | -           | 1      | 0      |        |
| gen.-giu. 2012    | Racing Santander  | PD                | 8          | 0          | CR              | -               | -               | -                  | -                  | -                  | -           | -           | -           | 8      | 0      |        |
| 2012-2013         | Padova            | B                 | 16         | 1          | CI              | 1               | 1               | -                  | -                  | -                  | -           | -           | -           | 17     | 2      |        |
| 2013-2014         | Modena            | B                 | 39+2       | 20         | CI              | 1               | 0               | -                  | -                  | -                  | -           | -           | -           | 42     | 20     |        |
| 2014-2015         | Fiorentina        | A                 | 20         | 7          | CI              | 3               | 0               | UEL                | 5                  | 2                  | -           | -           | -           | 28     | 9      |        |
| 2015-2016         | Fiorentina        | A                 | 18         | 5          | CI              | 1               | 0               | UEL                | 5                  | 2                  | -           | -           | -           | 24     | 7      |        |
| 2016-2017         | Fiorentina        | A                 | 22         | 10         | CI              | 1               | 0               | UEL                | 8                  | 4                  | -           | -           | -           | 31     | 14     |        |
| 2017-gen. 2018    | Fiorentina        | A                 | 16         | 4          | CI              | 2               | 1               | -                  | -                  | -                  | -           | -           | -           | 18     | 5      |        |
| Totale Fiorentina | Totale Fiorentina | Totale Fiorentina | 99         | 27         |                 | 11              | 4               |                    | 18                 | 8                  |             | -           | -           | 128    | 39     |        |
| gen.-giu. 2018    | Sassuolo          | A                 | 13         | 2          | CI              | -               | -               | -                  | -                  | -                  | -           | -           | -           | 13     | 2      |        |
| 2018-2019         | Sassuolo          | A                 | 29         | 7          | CI              | 2               | 0               | -                  | -                  | -                  | -           | -           | -           | 31     | 7      |        |
| Totale Sassuolo   | Totale Sassuolo   | Totale Sassuolo   | 42         | 9          |                 | 2               | 0               |                    | -                  | -                  |             | -           | -           | 44     | 9      |        |
| 2019-2020         | Lecce             | A                 | 25         | 3          | CI              | 0               | 0               | -                  | -                  | -                  | -           | -           | -           | 25     | 3      |        |
| 2020-2021         | Alanyaspor        | SL                | 25         | 8          | TK              | 2               | 4               | UEL                | 1                  | 0                  | -           | -           | -           | 28     | 12     |        |
| 2021-gen. 2022    | Alanyaspor        | SL                | 16         | 3          | TK              | 1               | 3               | -                  | -                  | -                  | -           | -           | -           | 17     | 6      |        |
| Totale Alanyaspor | Totale Alanyaspor | Totale Alanyaspor | 41         | 11         |                 | 3               | 7               |                    | 1                  | 0                  |             | -           | -           | 45     | 18     |        |
| gen.-giu. 2022    | Copenaghen        | SL                | 5+9        | 2+1        | CD              | -               | -               | UECL               | 0                  | 0                  | -           | -           | -           | 14     | 3      |        |
| 2022-2023         | Copenaghen        | SL                | 3          | 0          | CD              | 0               | 0               | UCL                | 0                  | 0                  | -           | -           | -           | 3      | 0      |        |
| 2023-2024         | Copenaghen        | SL                | 0          | 0          | CD              | 0               | 0               | UCL                | 0                  | 0                  | -           | -           | -           | 0      | 0      |        |
| Totale Copenaghen | Totale Copenaghen | Totale Copenaghen | 17         | 3          |                 | 0               | 0               |                    | 0                  | 0                  |             | -           | -           | 17     | 3      |        |
| 2024-2025         | Boluspor          | 1L                | 10         | 2          | TK              | 0               | 0               | -                  | -                  | -                  | -           | -           | -           | 10     | 2      |        |
| Totale carriera   | Totale carriera   | Totale carriera   | 299        | 76         |                 | 18              | 12              |                    | 19                 | 8                  |             | -           | -           | 336    | 96     |        |

### Cronologia presenze e reti in nazionale
| Cronologia completa delle presenze e delle reti in nazionale ― Senegal | Cronologia completa delle presenze e delle reti in nazionale ― Senegal | Cronologia completa delle presenze e delle reti in nazionale ― Senegal | Cronologia completa delle presenze e delle reti in nazionale ― Senegal | Cronologia completa delle presenze e delle reti in nazionale ― Senegal | Cronologia completa delle presenze e delle reti in nazionale ― Senegal | Cronologia completa delle presenze e delle reti in nazionale ― Senegal | Cronologia completa delle presenze e delle reti in nazionale ― Senegal |
| Data                                                                   | Città                                                                  | In casa                                                                | Risultato                                                              | Ospiti                                                                 | Competizione                                                           | Reti                                                                   | Note                                                                   |
| ---------------------------------------------------------------------- | ---------------------------------------------------------------------- | ---------------------------------------------------------------------- | ---------------------------------------------------------------------- | ---------------------------------------------------------------------- | ---------------------------------------------------------------------- | ---------------------------------------------------------------------- | ---------------------------------------------------------------------- |
| 27-3-2017                                                              | Parigi                                                                 | Costa d'Avorio                                                         | 1 – 1                                                                  | Senegal                                                                | Amichevole                                                             | -                                                                      | 46’                                                                    |
| 6-6-2017                                                               | Dakar                                                                  | Senegal                                                                | 0 – 0                                                                  | Senegal                                                                | Amichevole                                                             | -                                                                      | 71’                                                                    |
| 10-6-2017                                                              | Dakar                                                                  | Senegal                                                                | 3 – 0                                                                  | Guinea Equatoriale                                                     | Qual. Coppa d'Africa 2019                                              | -                                                                      | 88’                                                                    |
| Totale                                                                 |                                                                        | Presenze                                                               | 3                                                                      |                                                                        | Reti                                                                   | 0                                                                      |                                                                        |

## Palmarès

### Club

#### Competizioni giovanili
- Campionato Allievi Nazionali: 1

Fiorentina: 2008-2009
- Supercoppa Primavera: 1

Fiorentina: 2011

#### Competizioni nazionali
- Campionato danese: 2

Copenaghen: 2021-2022, 2022-2023
- Coppa di Danimarca: 1

Copenaghen: 2022-2023